# Жлобин-Подільський
Жлобин-Подільський (біл. Жлобін-Падольскі) — залізнична станція Гомельського відділення Білоруської залізниці на електрифікованій лінії Жлобин — Калинковичі між станцією Жлобин-Пасажирський  і зупинним пунктом Солоне. Розташована на південній околиці міста Жлобин Жлобинського району Гомельської області.